# Alexander Polyakov
Alexander Markovich Polyakov (em russo:  Александр Маркович Поляков) (Moscou, 27 de setembro de 1945) é um físico teórico russo.

## Honrarias e premiações
Alexander Polyakov foi condecorado com o Prêmio Dirac e o Prêmio Dannie Heineman de Física Matemática em 1986, a Medalha Lorentz em 1994, e a Medalha Oskar Klein em 1996.
Foi eleito para a Academia Russa de Ciências em 1984 e a Academia Nacional de Ciências dos Estados unidos (ANC) em 2005.
Recebeu o Fundamental Physics Prize de 2013.